# Oomyzus propodealis
Oomyzus propodealis är en stekelart som beskrevs av Graham 1991. Oomyzus propodealis ingår i släktet Oomyzus och familjen finglanssteklar.
Artens utbredningsområde är Nederländerna. Inga underarter finns listade i Catalogue of Life.